# Катаяма, Тосикадзу
Тосикадзу Катаяма (яп. 片山敏一 Катаяма Тосикадзу, 5 июня 1913 — ?) — японский фигурист, выступавший в мужском одиночном разряде, пятикратный чемпион Японии по фигурному катанию. Он представлял Японию на Зимних Олимпийских играх 1936 и на чемпионатах мира с 1935 года.
| Состязание              | 1932 | 1933 | 1934 | 1935 | 1936 | 1937 | 1938 |
| ----------------------- | ---- | ---- | ---- | ---- | ---- | ---- | ---- |
| Зимние Олимпийские игры |      |      |      |      | 15   |      |      |
| Чемпионат мира          |      |      |      | 13   |      |      |      |
| Чемпионат Японии        | 2    | 1    | 1    | 1    |      | 1    | 1    |